# Cantó de Marmanda Oest
El cantó de Marmanda Oest és un cantó francès del departament d'Òlt i Garona, situat al districte de Marmanda. Té 5 municipis i part del de Marmanda.

## Municipis
- Bèthpei
- Marmanda
- Mauvesin sus Gupie
- Senta Vaselha
- Sent Martin Petit

## Història
| Data d'elecció                           | Identitat           | Partit        | Qualitat |
| ---------------------------------------- | ------------------- | ------------- | -------- |
| 1976-1994                                | Maurice Cazassus    | PS            |          |
| 1994-2001                                | Gérard Gouzes       | PS            |          |
| 2001-2008                                | Michel Diefenbacher | UMP           |          |
| 2008-                                    | Joël Hocquelet      | Divers gauche |          |
| les dades anteriors no són pas conegudes |                     |               |          |
|                                          |                     |               |          |

## Demografia
| 1962 | 1968 | 1975 | 1982 | 1990 | 1999 | 2006   |
| ---- | ---- | ---- | ---- | ---- | ---- | ------ |
| -    | -    | -    | -    | -    | -    | 13.450 |